# Скандалидис, Иоаннис

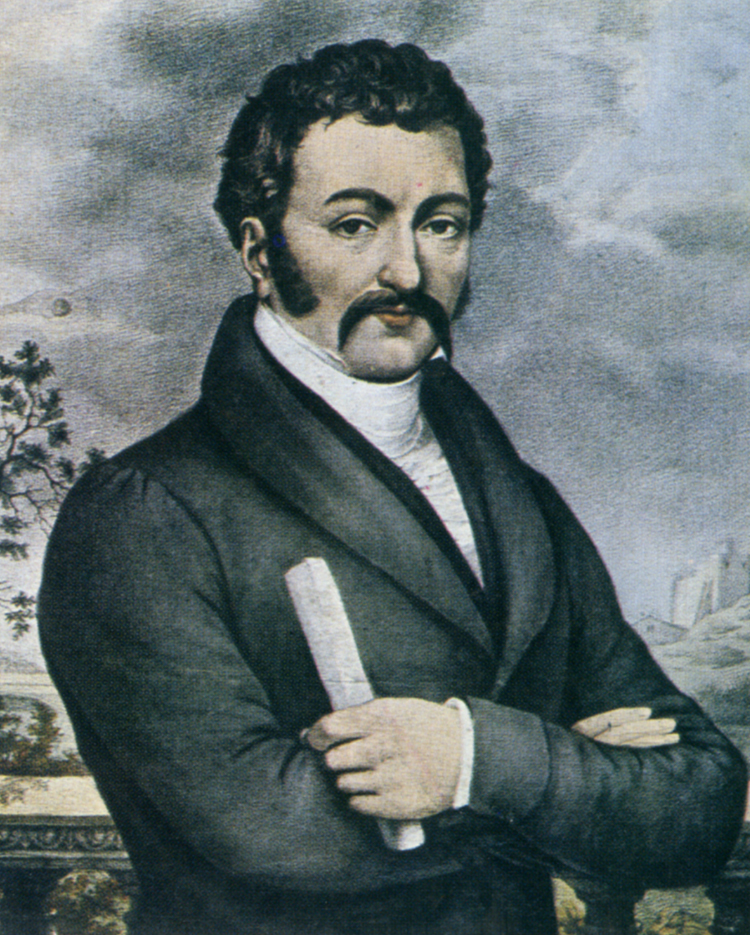
Иоаннис Скандалидис. Портрет работы неизвестного автора

Иоаннис Скандалидис (греч.  Ιωάννης Σκανδαλίδης; 1775, Салоники — 28 октября 1825, Нафплион) — греческий революционер и политик, участник Освободительной войны Греции 1821—1829 годов, представлял Македонию в временных Национальных собраниях/правительствах.

## Биография
Скандалидис родился в 1775 году (по другим данным в 1776 году) в Салониках, столице Османской Македонии, в состоятельной греческой семье. 
Учился в Западной Европе. 
В декабре 1819 года, в Константинополе, был посвящён в тайное греческое революционное общество Филики Этерия, поставившее своей целью освободить Грецию от османского ига.
В конце февраля 1821 года, Александр Ипсиланти с гетеристами перешёл Прут, подняв восстание в Молдавии и Валахии, которое должно было послужить началом всегреческого восстания. 
В апреле 1821 года Скандалидис стал членом временного правления созданного А. Ипсиланти в Тырговиште.
Тем временем руководство восстанием в регионах Восточная и Центральная Македония возглавил Эммануил Паппас.
Однако в результате кровавого террора против греческого населения Салоник и после того как при попытке освободить Салоники погиб военачальник Стаматиос Капсас, восстание в центральной Македонии к концу мая пошло на убыль, а 30 октября пал последний оплот повстанцев в Центральной Македонии, полуостров Касандра. 

Флаг Ареопага Восточной Средней Греции

После поражения гетеристов в Дунайских княжествах, Скандалидис сумел добраться до восставшей Греции. Однако поскольку восстание в Македонии было практически подавлено, он появился на политической арене восставшей Средней Греции с 17 ноября 1821 года приняв участие на конгрессе в Салона в одном из временных региональных правлений, провозгласившего себя как "Ареопаг Восточной Средней Греции", где Скандалидис представлял Македонию и где он подписывался как "Иоаннис Скандалидис Македонянин" (Ιωάννης Σκανδαλίδης Μακεδών) 
Из 73 участников конгресса - военачальников, священников, землевладельцев и политиков, С. Папагеоргиу отмечает его в числе т.н «образованных» т.е. получивших образование (скорее всего за границами Османской империи):132. 
Сразу затем, в декабре 1821 года, Скандалидис принял участие в Первой национальной ассамблее, где был избран первым секретарём парламентского корпуса (Βουλευτικό  - вулевтико́), в котором состояли представители областей:138. (Другим корпусом ассамблеи был корпус исполнительной власти - Εκτελεστικό – эктелестико́).
С. Папагеоргиу пишет, что Скандалидис находился под влиянием политика фанариота А. Маврокордатоса:140, который был противником гетериста Димитрия Ипсиланти и поддерживавших Ипсиланти видных военачальников. 
После Второй национальной ассамблеи 1823 года Скандалидис остался на своём посту, как отмечает Папагеоргиу, «единственный политик избранный на Первой ассамблее и сохранивший свой пост после Второй ассамблеи»:156:157.
Скандалидис умер в Навплионе 28 октября 1825 года, после непродолжительной болезни. 
Надгробную речь произнёс священник Каирис, Теофилос – видный просветитель, философ и политик революционной Греции.